# Phạm Phú Ngọc Trai
Phạm Phú Ngọc Trai là một nhà quản trị doanh nghiệp người Việt Nam và là một trong số ít những nhà lãnh đạo doanh nghiệp nổi bật của Việt Nam trong suốt hai thập niên qua, giai đoạn kinh tế đất nước bước vào thời kỳ đổi mới, hội nhập với kinh tế thế giới.
Ông từng là cán bộ Vụ Xuất Nhập khẩu Bộ Công thương, Phó Giám đốc Công ty nước giải khát quận 3, Chủ tịch Công ty nước giải khát Tribeco, Công ty SPco rồi Công ty nước giải khát quốc tế IBC trước khi trở thành Chủ tịch kiêm Tổng Giám đốc PepsiCo Đông Dương, người Việt Nam đầu tiên giữ chức vụ lãnh đạo khu vực tại một tập đoàn đa quốc gia hàng đầu thế giới.
Khi làm việc cho Pepsi, ông đã vinh dự và xuất sắc đưa Pepsi Việt Nam 4 lần liên tiếp giành hạng nhất của giải thưởng DMK - giải thưởng cao quý nhất của Tập đoàn PepsiCo toàn cầu mang tên của Donald M.Kendall - Nguyên Chủ tịch và là người đồng sáng lập ra tập đoàn.
Đầu năm 2010, sau gần 30 năm làm việc, và 18 năm gắn bó với Pepsi, ông Trai từ chức ở Pepsi để nghỉ hưu sớm ở tuổi 55. Sau đó, ông chuyển sang công việc của một nhà tư vấn chiến lược kinh doanh cho các doanh nghiệp Việt Nam, và cùng những cộng sự của mình sáng lập ra Công ty Tư vấn kinh doanh Hội nhập toàn cầu, viết tắt là GIBC.